# Campeonato Carioca de Futebol de 1994 - Quarta Divisão
O Campeonato Carioca de Futebol de 1994 foi uma edição da quarta divisão do campeonato estadual de futebol profissional do Rio de Janeiro. A competição foi organizada pela Federação de Futebol do Estado do Rio de Janeiro (FERJ). Ao final do campeonato, o Cardoso Moreira sagrou-se campeão e o Jacarepaguá, vice-campeão.

## Participantes
- Bela Vista Futebol Clube, de Niterói
- Cardoso Moreira Futebol Clube, de Cardoso Moreira
- Cosmos Social Clube, de São Gonçalo
- Jacarepaguá Futebol Clube, do Rio de Janeiro
- Sport Club União, do Rio de Janeiro
- União Atlético Clube, de Santa Maria Madalena
- Esporte Clube Vila São Luiz, de Duque de Caxias